# NGC 4754
NGC 4754 هي مجرة محدبة تبعد حوالي 53 مليون سنة ضوئية تقع في كوكبة العذراء. تم اكتشافه من قبل عالم الفلك ويليام هيرشيل في 15 مارس 1784. زوج غير متفاعل مع المجرة المحدبة NGC 4762. وهو عضو في مجموعة العذراء.

## وصلات خارجية
- NGC 4754 على موقع ويكي سكاي: DSS2, SDSS, GALEX, IRAS, Hydrogen α, X-Ray, Astrophoto, Sky Map, Articles and images